# Tribolium ciliare
Tribolium ciliare là một loài thực vật có hoa trong họ Hòa thảo. Loài này được (Stapf) Renvoize miêu tả khoa học đầu tiên năm 1985.